# Le Beugnon
Le Beugnon is een plaats en voormalige gemeente in het Franse departement Deux-Sèvres in de regio Nouvelle-Aquitaine en telt 363 inwoners (1999). De plaats maakt deel uit van het arrondissement Niort. Le Beugnon is op 1 januari 2019 gefuseerd met de gemeente La Chapelle-Thireuil tot de gemeente Beugnon-Thireuil. 

## Geografie
De oppervlakte van Le Beugnon bedraagt 16,1 km², de bevolkingsdichtheid is 22,5 inwoners per km². De Thouet, een zijrivier van de Loire, ontspringt in Le Beugnon.
De onderstaande kaart toont de ligging van Le Beugnon met de belangrijkste infrastructuur en aangrenzende gemeenten.

## Demografie
Onderstaande figuur toont het verloop van het inwonertal.